# Черкаське професійно-технічне училище № 8
Черка́ське професійно-технічне училище № 8 — колишній професійно-технічний навчальний заклад у місті Черкаси.

## Історія

Мозаїка на фасаді гуртожитка

Училище було створено у 1960-х роках для забезпечення кваліфікованими кадрами Черкаського виробничого об'єднання «Хімволокно». Навчались тут лише дівчата. Пізніше училище готувало робітників для інших підприємств легкої промисловості — шовкового комбінату, швейної та трикотажної фабрик. Через міцні зв'язки із швейною фабрикою «Вайсе-стиль» значного розвитку набули професії оператора швацького устаткування та швачки. Із закриттям підприємства «Хімволокно» училище зазнало занепаду, тому з'явились спеціальності і для юнаків — електромонтери з ремонту та обслуговування устаткування. Навчання проходило також на базі підприємств міста — «Черкаський автобус», «Азот», «Аврора», ЧШК, «Черкасиліфт» та «Строммашина». 2006 року у навчальному закладі було відкрито нову спеціальність — флорист. 2009 року згідно з наказом МОН України від 4 червня № 483 училище було приєднано до Черкаського вищого професійного училища імені Героя Радянського Сорюзу Г. Ф. Короленка як відділення.

## Спеціальності
На базі 9 класів:
- — оператор швацького устаткування, швачка — 3 роки
- — електромонтер з ремонту та обслуговування електроустаткування — 3 роки
- — флорист, декоратор вітрин — 3 роки

На базі 11 класів:
- — оператор швацького устаткування, швачка — 10 місяців
- — електромонтер з ремонту та обслуговування електроустаткування — 10 місяців
- — флорист, декоратор вітрин — 10 місяців